# Веребье (железнодорожная станция)
Вере́бье — бывшая железнодорожная станция Николаевской железной дороги, на главном ходу Октябрьской железной дороги, на участке Мстинский Мост — Торбино. Находилась возле современной деревни Веребье Веребьинского сельского поселения Маловишерского района Новгородской области России.
На участке Веребьинского подъёма, в 1851 году по проекту Д. И. Журавского через реку Веребья был построен Веребьинский мост, на тот момент самый высокий и длинный железнодорожный мост в России.

## История
Станция III класса была открыта  1 (13) ноября 1851 года под названием «Веребьинская» в составе Санкт-Петербурго-Московской железной дороги. Название станции происходит от реки Веребье и было утверждено приказом МПС № 227 от 21 декабря 1850 года. После переименования дороги 8 (20) сентября 1855 года, станция находилась в составе Николаевской железной дороги, а в 1863 году получила официальное название в создаваемой сети железных дорог — «Веребье».
Первоначально на станции были построены две каменные водонапорные башни, две деревянные высокие платформы по обеим сторонам от путей и деревянный пассажирский дом (вокзал). В 1864 году, в связи с удлинением состава поездов, производились работы по удлинению пассажирских платформ. В 1872 году на станции был устроен деревянный паровозный сарай.
С мая 1877 года началось строительство обходной линии, так называемый «Веребьинский обход». В связи с этим станцию Веребье было принято перенести на новое место. Новая станция расположилась на площадке длиной 800 метров, на ней были устроены две каменные водонапорные башни, две пассажирские платформы по обеим сторонам от путей и кирпичный вокзал. Для обеспечения безопасности пассажиров при переходе через главные пути между платформами был проложен подземный пешеходный переход. 14 сентября 1881 года открыто движение поездов по «Веребьинскому обходу», а старый Веребьинский мост и станция были демонтированы. В 1921 году была проложена ширококолейная хозяйственно-топливная ветка от станции к реке Мста.
С 27 февраля 1923 года, после переименовании дороги, станция в составе Октябрьской железной дороги, приказом НКПС СССР № 1028 от 20 августа 1929 года станция в составе Октябрьских железных дорог, с 1936 года — станция в составе Октябрьской железной дороги.
Согласно тарифному руководству № 4 от 1965 года, станция производит операции по приёму и выдачи повагонных грузов, допускаемых к хранению на открытых площадках, по хранению грузов повагонными и мелкими отправками, загружаемых целыми вагонами на подъездных путях и местах необщего пользования, продажа билетов на все пассажирские поезда, приём и выдача багажа. В 1971 году станции присвоен код ЕСР № 0634, 1975 году присвоен новый код ЕСР № 06340, с 1985 года по 2001 год код АСУЖТ (ЕСР) № 041301, на 2001 год код АСУЖТ (ЕСР) № 041320. В 1982 году станции присвоен код Экспресс-2 № 20588, с 1994 года новый код Экспресс-3 № 2004588.
В конце 1990-х годов было принято решение о спрямлении участка железной дороги, что позволило бы сократить путь на 5 км и избежать снижения скорости поездов. Строительство нового моста началось 15 февраля 2001 года, генподрядчиком выступила «Балтийская строительная компания», причём работы велись круглосуточно. Новый мост общей длиной 536 м (длина пролёта 55 м) и высотой 53 м был открыт для движения 26 октября того же года. Бывший обходной участок железной дороги длиной 17 км и находившиеся на нём станции Оксочи и Веребье были демонтированы к 2008 году, но на трассе бывшего полотна частично сохранились бывшие опоры контактной сети и протянутые на них кабельные линии.
В связи с ликвидацией Веребьинского обхода и введением скоростного движения станция была закрыта[когда?]

.